# Ahat-abisza
Ahat-abisza (akad. Aḫāt-abīša, w transliteracji z pisma klinowego zapisywane MÍ.NIN-AD-šá; tłum. „Siostra jej ojca”) – asyryjska księżniczka, córka króla Sargona II (722–705 p.n.e.), siostra Sennacheryba (704–681 p.n.e.).
Ojciec wydał ją za anatolijskiego księcia Ambarisa z Bit-Purutasz, królestwa, które obejmowało obszary leżące wokół współczesnego tureckiego miasta Kayseri. Posagiem księżniczki było królestwo Hilakku, a sojusz obu tych królestw uczynił Ambarisa najważniejszym z władców krainy Tabal, jak na początku I tys. p.n.e. nazywano obszar na południowy wschód od jeziora Tuz. Nowe królestwo Ambarisa miało być potężnym proasyryjskim państwem buforowym w Anatolii wspierającym Asyrię w walce z Urartu i Frygią. W inskrypcjach królewskich Sargona II opisujących szczegóły sojuszu imię asyryjskiej księżniczki, przyszłej żony Ambarisa, nie jest wymieniane, ale znana jest ona nam jako Ahat-abisza ze wzmianki w liście Sennacheryba, który wysłał, jeszcze jako następca tronu, do swego ojca Sargona II: „Przysłali mi z Tabal list od Nabu-le'i, majordoma Ahat-abiszy. Przesyłam go do króla, mego pana”. W 713 r. p.n.e. Ambaris zdradził Sargona II i zawarł przymierze z Rusą I z Urartu i Mitą z Frygii. W odwecie Sargon II najechał i zdobył jego królestwo, przekształcając je w asyryjską prowincję Tabal. Sam Ambaris został pojmany i wraz z rodziną oraz ważniejszymi dostojnikami deportowany do Asyrii. Los Ahat-abiszy nie jest znany: zdaniem jednych naukowców mogła być deportowana do Asyrii wraz z mężem, zdaniem innych mogła pozostać na miejscu, zarządzając z woli swego ojca nowo powstałą prowincją. List Sennacheryba nie pozwala rozstrzygnąć tej kwestii, gdyż nie jest datowany.